# Judie Tzuke
Judie Tzuke (Myers) (Londra, 3 aprile 1956) è una cantante inglese, che visse il momento di massima popolarità tra la fine degli anni settanta e la metà degli anni ottanta.

## Biografia
Originaria della Polonia, la sua famiglia si era trasferita in Inghilterra negli anni venti, mutando il cognome da “Tzuke” a “Myers”.
Quando la giovane cantante intraprese la sua carriera artistica nella metà degli anni settanta, rivendicò il suo cognome originale, facendosi chiamare “Judie Tzuke”.
Iniziò ad esibirsi sin dall'età di quindici anni soprattutto in club e piccoli pub londinesi ed insieme a Paul Muggleton (dal quale in seguito avrà anche due figli) formò il duo "Tzuke and Paxo", incidendo alcuni 45 giri nella metà degli anni settanta.
La svolta della carriera artistica avvenne con la firma di un contratto con la Rocket Records, l'etichetta discografica di Elton John, con la quale acquisì grande popolarità come cantante solista nel 1979 pubblicando l'album Welcome to the Cruise, lavoro apprezzato anche dai critici musicali e lanciato al grande successo di pubblico grazie al singolo Stay with Me, uno dei suoi pezzi più noti ed amati.
Per la Rocket Records l'artista britannica incise altri due album, Sports Car nel 1980 e I Am the Phoenix nel 1981, ma il minor successo riscosso rispetto al primo lavoro la indusse nel 1982 ad optare per la firma di un nuovo contratto con l'etichetta Chrysalis Records.
Una copiosa produzione discografica distinse gli anni successivi (altri tre album e numerosi singoli fino al 1985), mentre l'espressione artistica cominciò sempre più ad orientarsi verso intonazioni di stampo prettamente pop elettronico.
Alla fine del 1985, una ricerca svolta dal Record Mirror collocò Judie Tzuke al quinto posto nella speciale classifica delle artiste femminili del Regno Unito che avevano venduto più dischi nella prima metà degli anni ottanta.
Una lunga pausa di riflessione distinse il periodo successivo, dedicato prevalentemente agli affetti personal e familiari, fino al 1989 quando fu dato alle stampe l'album Tuning Stones, prodotto di buon successo commerciale.
Dal 1996 incide per la Big Moon Records, etichetta per la quale, con alterne fortune, ha prodotto sette album di studio fino al 2008.

## Discografia

### Album studio
- Welcome to the Cruise (1979)
- Sports Car (1980)
- I Am the Phoenix (1981)
- Shoot the Moon (1982)
- Ritmo (1983)
- The Cat Is Out (1984)
- Turning Stones (1989)
- Left Hand Talking (1991)
- Wonderland (1992)
- Under the Angels (1996)
- Secret Agent (1998)
- Queen Secret Keeper (2001)
- The Beauty of Hindsight (2003)
- The End of the Beginning (2004)
- Songs 1 (2007)
- Songs 2 (2008)

### Album dal vivo
- Road Noise (1982)
- Over the Moon (1997)
- Six Days Before the Flood (2000)
- Drive Live (2002)